# Johannes Beck (Pädagoge)
Johannes Beck (* 2. Oktober 1938 in Breslau; † 2. Dezember 2013 in der Fränkischen Schweiz) war ein deutscher Pädagoge, Soziologe und Hochschullehrer.

## Leben
Beck erlernte den Beruf eines Bau- und Möbeltischlers. Die Hochschulreife erwarb Beck über den Zweiten Bildungsweg. Er arbeitete fünf Jahre lang als Grund- und Hauptschullehrer. Nach einem Zusatzstudium der Pädagogik und Soziologie bei Heinz-Joachim Heydorn und Ivan Illich war Beck ab 1968 an der Johann Wolfgang Goethe-Universität Frankfurt am Main als Assistent für Soziologie der Erziehung tätig. Zugleich übernahm er Lehraufträge an verschiedenen Hochschulen. 1971 ging er als Hochschullehrer für Kommunikationswissenschaft an die Universität Bremen. In Bremen wurde er 1974 auf einen Lehrstuhl für Allgemeine Pädagogik berufen, den er, mit sozialwissenschaftlichem Schwerpunkt, bis zur Emeritierung 2003 innehatte. 1993 wurde ihm dort der Berninghausenpreis für ausgezeichnete Lehre und ihre Innovation verliehen.

## Veröffentlichungen

### Monografien
- Erziehung in der Klassengesellschaft. Gemeinsam mit Manfred Clemens u. Franz Heinisch. List, München 1970
- Lernen in der Klassenschule. Gemeinsam mit Manfred Clemens, Franz Heinisch u. Ernest Jouhy. Rowohlt, Reinbek bei Hamburg  1974, ISBN 978-3-499-16820-8.
- Emile R., Irrfahrten. Reisebilder aus der pädagogischen Provinz. Rowohlt, Reinbek bei Hamburg 1982, ISBN 978-3-499-17654-8.
- SinnesWandel. Die Sinne und die Dinge im Unterricht. 2. Auflage, Cornelsen Scriptor, Frankfurt am Main 1993, ISBN 978-3-589-20865-4.
- Der Bildungswahn. Essays. Rowohlt, Reinbek bei Hamburg 1994. ISBN 978-3-499-13421-0.

### Herausgeberschaft
- Jahrbuch für Lehrer. Rowohlt, Reinbek bei Hamburg 1976–1982
- Tragt Masken, schont das eigene Gesicht. Das Theater der Versammlung – Performance zwischen Bildung, Wissenschaft und Kunst. Gemeinsam mit Jörg Holkenbrink und Anne Kehl. Temmen, Bremen 1996 ISBN 3-86108-529-1
- Vielfalt und Konflikt. Festschrift für Andreas Feldtkeller zum 70. Geburtstag am 28. September 2002 von seinen Kolleginnen und Kollegen aus dem Forschungsprojekt EVALO (Eröffnung von Anpassungsfähigkeit für lebendige Orte). Temmen, Bremen 2003